# Шеаренг
Шеаренг (Церен, Шэрен, Сэрын) — ойратский нойон XVIII века, джунгарский и калмыцкий политический деятель, военачальник.
Родился и жил в Джунгарии, после разгрома которой в 1758 году возглавил перекочевку 10 тыс. ойратов в пределы Калмыцкого ханства.
По пути следования к Волге Шеаренг не только собирал вышедших из Джунгарии ойратов, но и вступал в переговоры с казахами, а при случае и давал соответствующий отпор, даже захватывал людей и скот. Это вызывало опасение, что он может произвести переполох в Калмыцком ханстве. Почему Дондук-Даши и послал навстречу Шеаренгу Бамбара с трехтысячным войском, но присоединил к нему Еремпеля с 1500 калмыков, от яицких казаков было снаряжено 600 человек. Еремпель схватил Шеаренга и представил казачьему старшине. При личном представлении хану Дондук-Даши Шеаренг развеял все опасения и представления, распространяемые о нем. Он был любезно принят ханом, а людям его, находящимся в бедственном положении, была оказана помощь.
Находясь в российском подданстве, избежал принятия христианства и зачисления в Ставропольский казачий полк.
Принял участие в Русско-турецкой войне 1768—1774 годов в составе союзной России калмыцкой конницы. В дальнейшем был одним из идеологов торгутского побега (1771). Свою жизнь окончил в Цинском Китае, получив титул цинь-вана и почётное звание «Билигту» («Талантливый»).